# 1 Nowosądecka Drużyna Wędrownicza „Czarna Jedynka” im. Stefana Czarnieckiego w Nowym Sączu
I Nowosądecka Drużyna Wędrownicza Czarna Jedynka im. Stefana Czarnieckiego jest jedną z najstarszych drużyn harcerskich założonych na ziemiach Polski. Jej początki są datowane na 28 października 1911 roku, kiedy to Andrzej Małkowski w sali „Sokoła” wygłosił odczyt pt. „Skauting – nowa organizacja młodzieży”.
11 listopada 1911 roku, z inicjatywy osób, które podzielały poglądy Małkowskiego powstała I Nowosądecka Drużyna Skautowa im. Stefana Czarnieckiego, która obecnie nosi nazwę: I Nowosądecka Drużyna Wędrownicza „Czarna Jedynka”.

## Historia

### Początki
- 28 października 1911[1] – Andrzej Małkowski wygłasza w sali „Sokoła” odczyt pt. „Scouting – nowa organizacja młodzieży”. Wysłuchało go około 280 osób. Bezpośrednio po wystąpieniu zgłosiło się kilkunastu gimnazjalistów z IV-VI klasy II Gimnazjum, chcących wstąpić do nowej organizacji.
- 29 października 1911[1] – 16 chłopców wzięło udział w zajęciach terenowych poprowadzonych pod fachowym okiem Małkowskiego. Byli podzieleni na dwie grupy. Miejscem ich dwugodzinnych ćwiczeń były tereny leżące dziś pomiędzy Nowym Sączem a Marcinkowicami, dokąd udano się koleją. Odczyt, a następnie zajęcia praktyczne w terenie stały się bodźcem do powstania kolejnych zastępów, tym razem przy 1 Gimnazjum.
- 11 listopada 1911[1] – Połączenie zastępów z I i II Gimnazjum zaowocowało powstaniem I Nowosądeckiej Drużyny Skautowej im. Stefana Czarnieckiego. Tworzyły ją cztery patrole: Czarnych Niedźwiedzi, Orłów, Kukułek i Zbójników lub Juhasów, skupiając w swych szeregach 30 członków. Drużynowym został Stanisław Kramarski, zaś przybocznym – Stanisław Pawlikowski, a naukę harcerstwa prowadził naczelnik tutejszego „Sokoła” – Adam Bieda.
- 31 stycznia 1913[2] – I Drużynę Skautową podzielono na dwie działające przy I i II Gimnazjum. Kierownictwo II Drużyny im. Romualda Traugutta objął Julian Hein.
- 2–9 lipca 1913[3] – Stanisław Kramarski wziął udział wycieczce skautowej na III Wszechbrytyjski Zlot Skautów w Birmingham w Anglii, gdzie nad polskim obozem powiewała flaga z białym orłem na amarantowym tle i używano nazwy kraju wymazanego z mapy świata (pomimo protestów zgłoszonych przez przedstawicielstwa państw zaborczych gen. Robert Baden-Powell nie zgodził się na usuniecie polskiej flagi).

W latach 20. w Nowym i Starym Sączu oprócz Czarnej Jedynki działały dwie męskie drużyny harcerskie i aż pięć drużyn żeńskich.
Z tamtego okresu z szeregów „Czarnej Jedynki” wyszli wielcy patrioci walczący o wolność ojczyzny m.in. znany językoznawca, dialektolog i późniejszy komendant Hufca Nowy Sącz (1925-1930) Eugeniusz Pawłowski, który jako nauczyciel był przez kilka lat opiekunem „Czarnej Jedynki”. Pieśń harcerska Hej w góry, której był twórcą, stała się hymnem drużyny.
Ostatnia siedziba władz sądeckiego harcerstwa mieściła się w suterenach domu inż. Zenona Remiego (drużynowego „Czarnej Jedynki”, architekta, założyciela słynnego sądeckiego rodu, projektanta wielu budowli, w tym stanicy w Kosarzyskach) przy placu św. Kazimierza, a w wagonie kolejowym ustawionym w narożu ulic Matejki i Mickiewicza znajdowało się biuro Czarnej Jedynki.
Tutaj kończy się pierwsza część historii drużyny. Czarna Jedynka została rozwiązana jak większość drużyn w czasie okupacji hitlerowskiej a jej członkowie rozpoczęli działalność konspiracyjna.

### Reaktywacja
- 17 lutego 1982 – z inicjatywy uczniów I Liceum Ogólnokształcącego im. Jana Długosza, odbyła się zbiórka organizacyjna, na której podjęto decyzję o kontynuacji tradycji „Czarnej Jedynki” i zgłoszono wniosek do Komendy Hufca o zezwolenie na noszenie czarnych chust i pagonów. Do dziś prawo do ich noszenia mają członkowie drużyny, którzy zasłużyli na to miano swoim działaniem i postawą. Pierwszą drużynową została Urszula Kochanik (późniejsza Komendantka Chorągwi Nowosądeckiej), a drużynę tworzyły trzy zastępy: „Skauci”, „Podhalanie” i zastęp męski.
- 2004 – W związku ze zmianami w metodykach ZHP, drużynie zmieniono nazwę z „I Drużyna Starszoharcerska”, na: „I Nowosądecka Drużyna Wędrownicza”.
- 2007 – W drużynie działają cztery zastępy: „ZZ Czarne Niedźwiedzie”, „KMAKAPKI-i”, „Zielone Owieczki-Blue” oraz „Czarne Wilki”.
- 2011 – Została wybrana nowa drużynowa – dh. Paula Janczyk. Powstaje trzeci żeński zastęp, „Larkwei”.
- 2012 – Drużynową zostaje dh. Karolina Malinowska.
- 2013 – Na funkcję drużynowego został powołany dh. Jakub Tabasz – Przybocznymi zostają dh. Mikołaj Dunikowski oraz dh. Dominika Tyburczy.
- 2014 – Wędrownicy I NDW wybrali dh. Mikołaja Dunikowskiego na drużynowego. Przyboczną zostaje dh. Magdalena Gorgoń.
- 2015 – 13 listopada drużynową zostaje dh. Wiktoria Basta. Przyboczni to dh. Radek Janik i dh. Anna Żywczak.
- 2016 – drużynowym zostaje pwd. Michał Leszczyński. Przyboczni to dh. Wiktoria Basta, dh. Urszula Romańczyk, dh. Radosław Janik
- 2017 – drużynową zostaje dh. Urszula Romańczyk, a przybocznym – dh. Adrian Surmański.
- 2018 – na funkcję drużynowej powołana zostaje dh. Klaudia Piękoś z przybocznymi: dh. Adrianem Surmańskim i dh. Klemensem Ogórkiem. Zastęp „Czarne Wilki” zostaje reaktywowany, a zastęp „Larkwei” – rozwiązany.

Drużyna bierze udział w wielu akcjach na terenie całego kraju, aktywnie włącza się w życie miasta oraz nowosądeckiego hufca.

## Nocny Bieg Mikołajkowy
Czarna Jedynka od 1990 roku organizuje Nocny Bieg Mikołajkowy, w którym biorą udział harcerze z całej Polski – jest to jedna z największych imprez w tym regionie. Co roku organizowana jest w nowym miejscu i posiada nową, ciekawą fabułę.

## Drużynowi (lista niepełna)
- pwd. Klemens Ogórek HR[4] – Wrzesień 2020 – 20 maja 2023
- pwd. Mikołaj Marcisz HO – 20 maja 2023-